# 慕尼黑东站
慕尼黑东站（德語：Bahnhof München Ost），位于德国巴伐利亚州首府慕尼黑的海德豪森区，是当地短途和长途运输的重要换乘点。这座配备12条到发线的通过站为德铁车站及服务辖下最高级别的21座一等站之一，并与慕尼黑火车总站共同成为该市仅有的两座一等站。
车站的首座接待大楼是根据弗里德里希·布尔克莱因的设计于1871年建成，在当时称作“海德豪森车站”（Bahnhof Haidhausen），用于连接通往辛巴赫和罗森海姆的两条铁路线。如今，该站是继慕尼黑火车总站和慕尼黑-帕兴车站之后的巴伐利亚州府第三大长途车站。在短途运输的运行图中，它被称作东站（德語：Ostbahnhof）。
在站前（西北侧）的奥尔良广场，可以通过慕尼黑交通公司开办的巴士有轨电车换乘至市内交通。广场下方是地铁U4线的车站。这三种交通方式连同城市快铁均已被纳入慕尼黑交通及资费集团的资费区间。其它的市内巴士线则在车站东南侧的和平街上停靠。

## 历史
车站最初是以“海德豪森车站”（Bahnhof Haidhausen）的名义，于1871年5月1日随着经因河畔米尔多夫至新厄廷的铁路通车而开幕。不久后，至同年10月15日，这条线路得以延伸至罗森海姆。当海德豪森于1874年被并入慕尼黑后，车站于1876年10月15日正式更名为慕尼黑东站。中央信号所的建造则始于1880年。1898年，经吉兴至戴森霍芬的铁路通车，并于1909年建立了通往伊斯马宁和慕尼黑-施瓦宾的连接。后者连同慕尼黑－罗森海姆铁路于1972年通电，成为首条与东站相连的电气化铁路。
从1912年至1924年，新的慕尼黑东编组站在客运车站的东侧落成。连同编组站一起，全新的慕尼黑东机务段也于1924年投入使用，取代了客运站以前的机务设施。
1926年5月24日，从贝希特斯加登驶来的820次旅客列车于22:30左右在车站关闭的进站信号前停下。由于机械错误，覆盖它的信号显示为“允许通行”——尽管已通过的信号箱将其设置为“停车”。另一班814次列车就此撞向立止的列车，造成30人丧生。

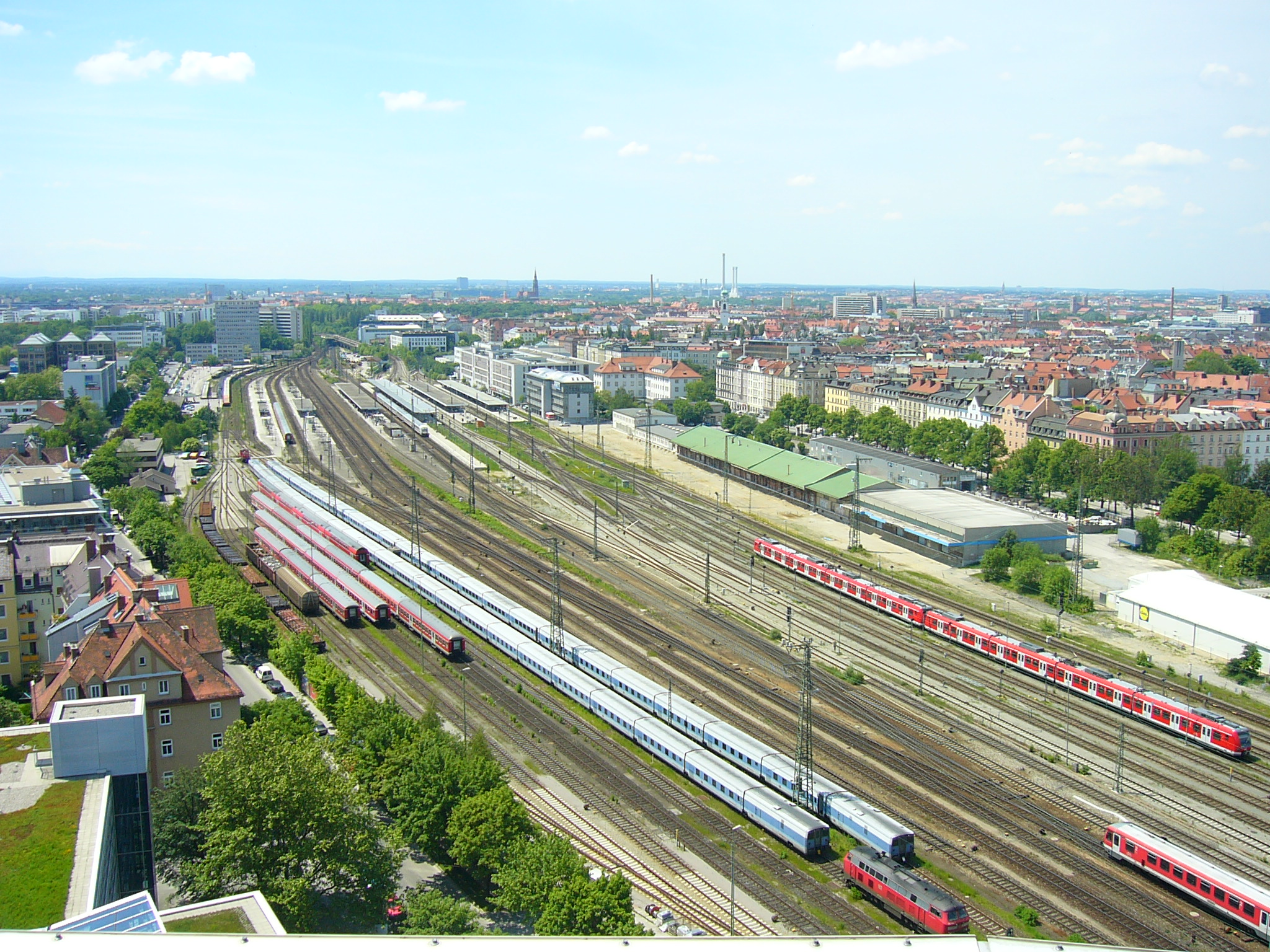
慕尼黑东站的铁路设施

在第二次世界大战对慕尼黑的空袭过程中，车站于1944年4月遭摧毁，其后仅有部分复原。1952年，临时建造的柜台大堂落成。人车同行装卸设施则于1959年6月22日投入使用。
1972年5月，主线在此中央交汇的慕尼黑快铁网络投入运营。如今的接待大楼于1985年开放，而订票中心也于1999年完成了重新设计。在2008年夏秋季，车站主建筑以及相邻的邮政建筑都进行了外墙翻新。
在慕尼黑21项目的方案A中，设想将火车总站与火车东站的西端通过一条四线隧道整合在一起。该方案需要火车东站调整为最多十条（包含快铁）到发线。作为替代方案B的组成部分，则应在火车总站和东站间设立一条复线隧道，从而无需对月台面积作重大改动。这两种隧道都可供长途及区域列车通行。所谓的“东站车道场地改造”计划的依据是1998年巴伐利亚自由州与德国铁路股份公司之间签订的合同。德国联邦铁道部于2003年4月29日作为规划审批程序的一部分，批准了该项目。
对火车东站的改造是2006年5月30日颁布、针对第二主线所批准的规划审批程序第3A条的一部分。在10分钟间隔的框架下，计划于第二主线对火车东站至洛伊希滕贝格环路间的车道场地进行必要的调整。而东站电子信号所、新建C月台（5道及6道）以及拆除B月台（3道及4道）也是该规划审批程序的一部分。信号所的首次分部调试计划于2023年底进行。在第二主线的建设过程中，还将在东站修建一个地下站点。
在车站附近、文化产业园周边的娱乐场所对于喜欢过夜生活的人而言曾是热门的流连地。它位于车站东南侧的和平街出口后方，紧邻市分区莱姆畔山，后于2016至2018年间分阶段关闭。

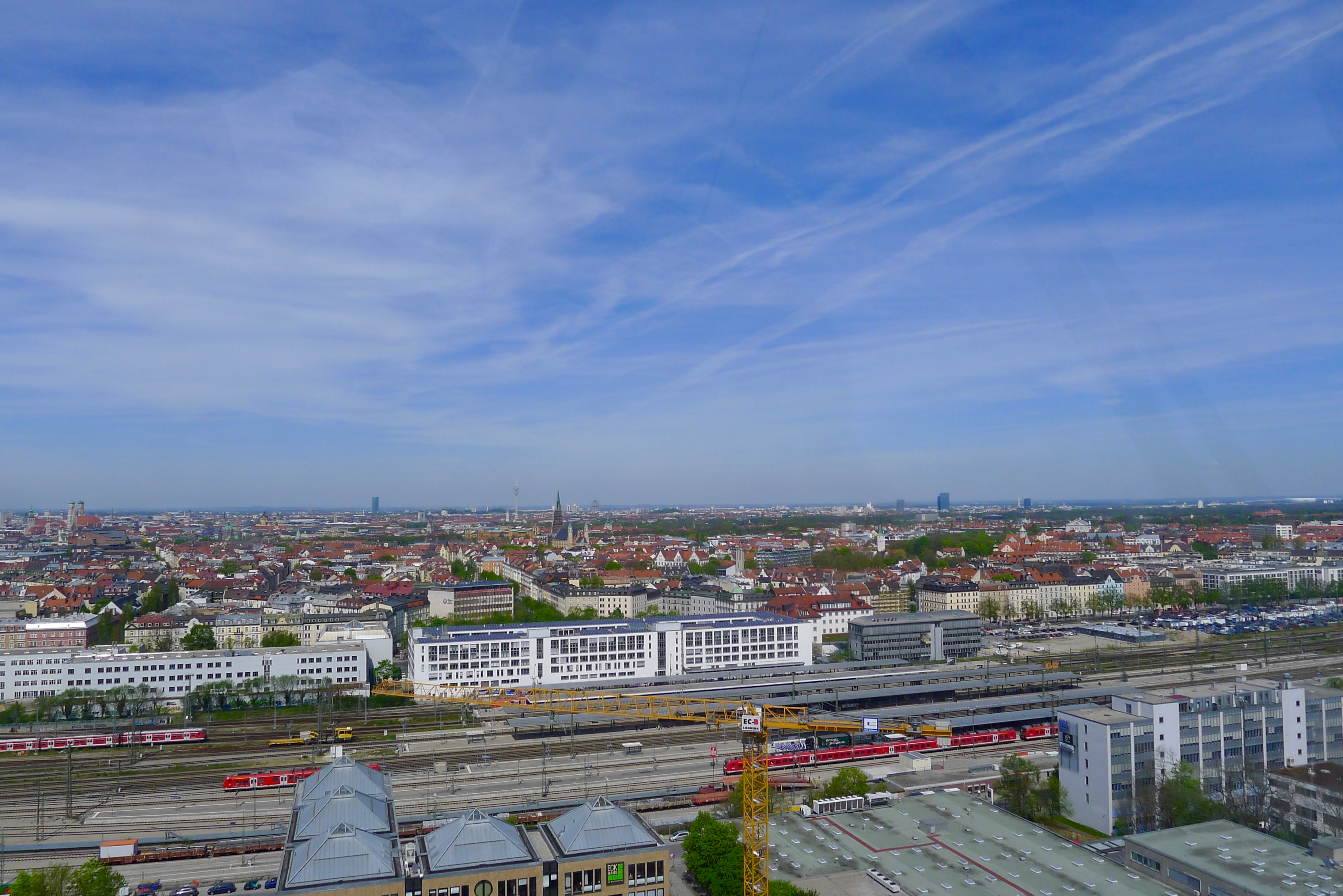
从东望向慕尼黑东站的轨道

## 轨道设施

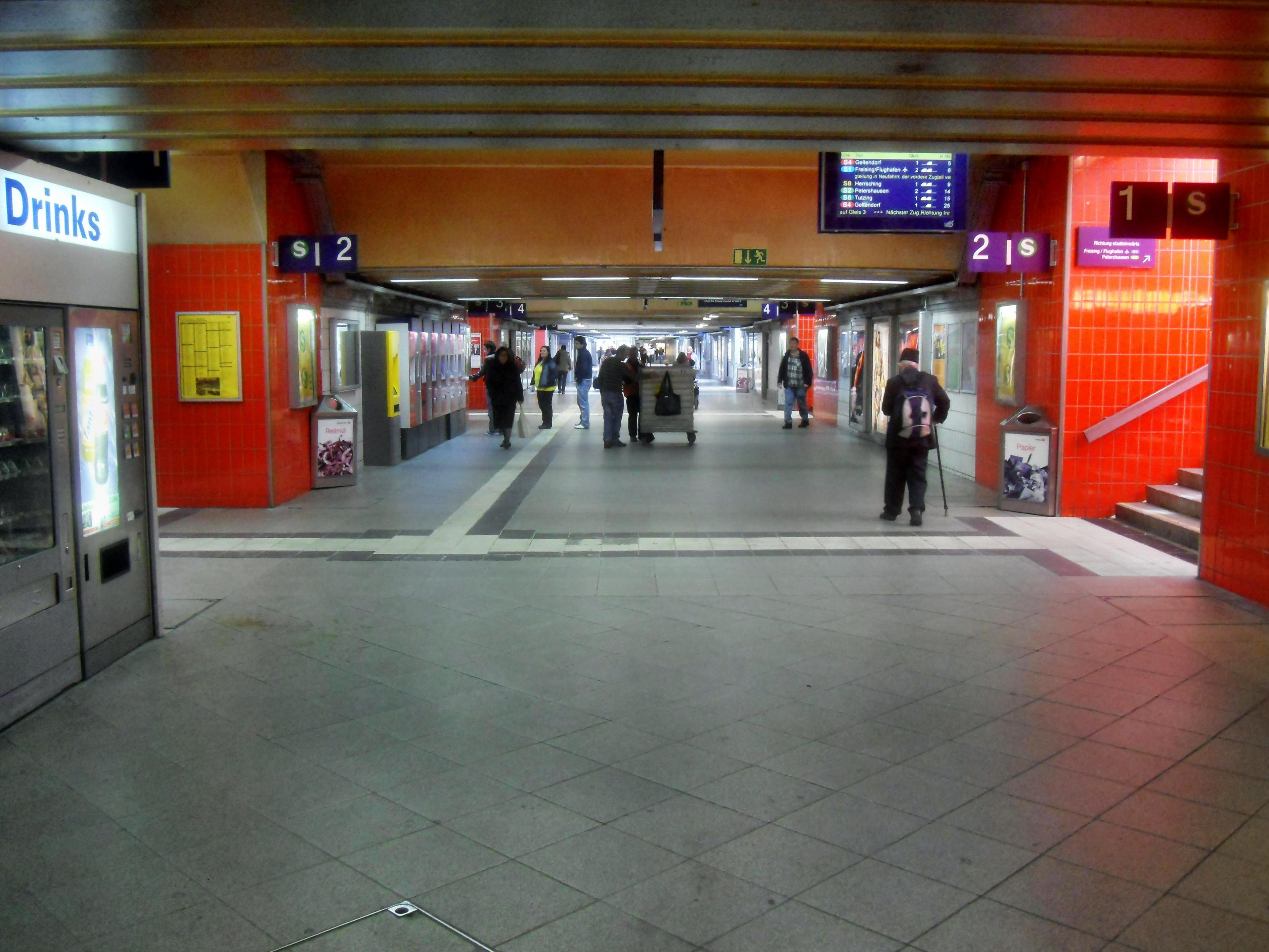
慕尼黑东站行人隧道

慕尼黑东站的客运场共有17条轨道。1至5道保留用于快铁运输，并挂有“东站”（Ostbahnhof）标识；6至8道以及11至14道用于短途和长途运输，站牌标识为“慕尼黑东”（München Ost）。9、10和15道是专为越行列车预留，不设月台。在16和17道旁则有用于人车同行的装载设备，这些设备也会在此存放及清洁。从慕尼黑开往柏林和汉堡方向的夜间列车路线便是在东站始发。

## 交通连接

### 长途运输

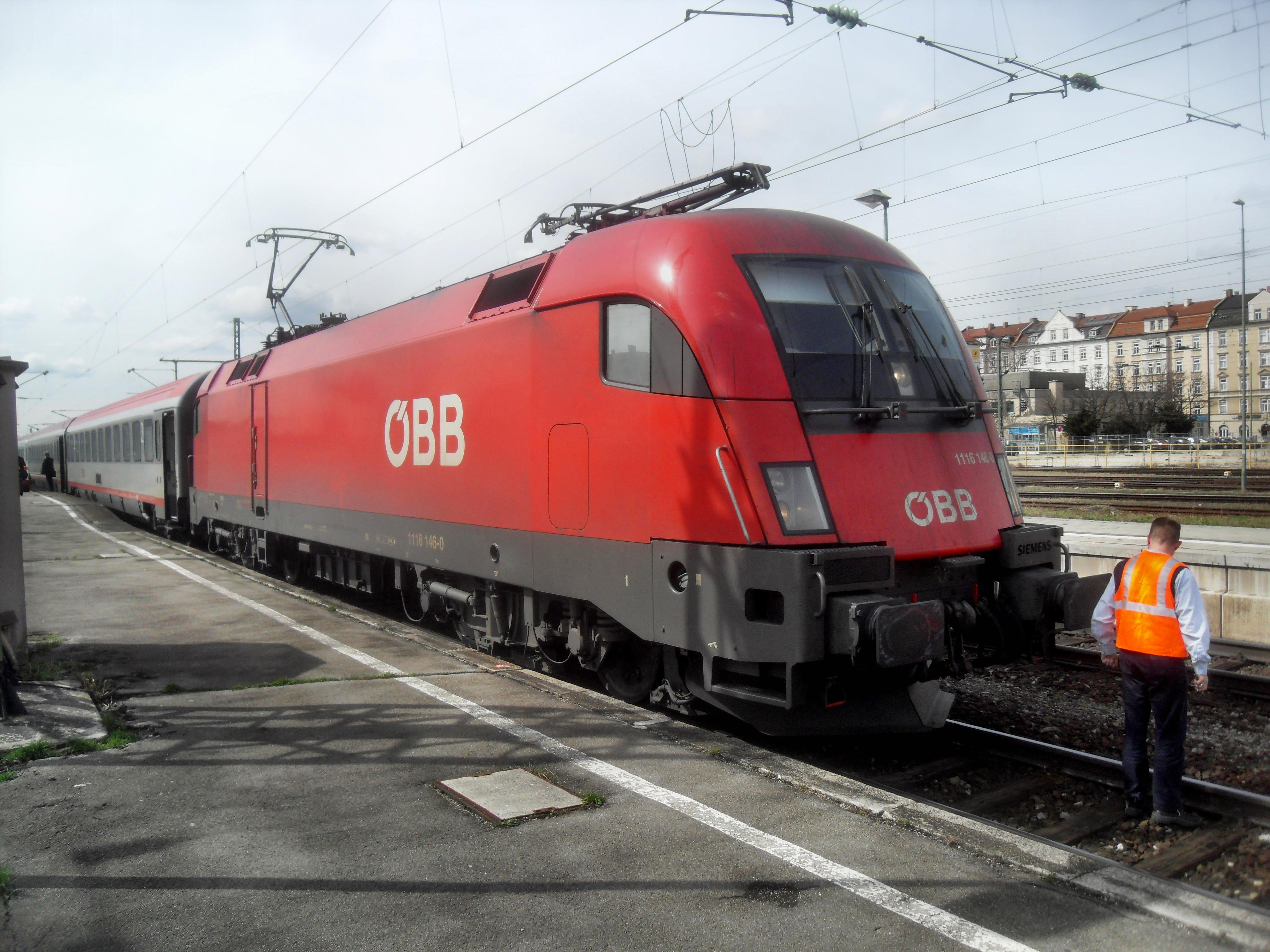
开往克拉根福的欧城列车停靠于慕尼黑东站

慕尼黑东站主要办理往返于萨尔茨堡或因斯布鲁克以及意大利间的欧城列车（EC）/城际列车（IC）到发，这些列车通常会继续经由慕尼黑总站开往法兰克福。此外，往维也纳方向的个别锐捷列车（RJ）班次也会在该站停靠。在夜间则图定开办有发往柏林和汉堡的夜车，以及季节性发往汉堡的人车同行列车。
| 路线     | 经由 | 经由 | 频率      |
| -------- | --- | --- | --------- |
| IC 26    | 国王湖号： 汉堡-阿尔托纳 － 汉堡 － 吕讷堡 － 汉诺威 － 哥廷根 － 卡塞尔-威廉丘 － 富尔达 － 维尔茨堡 － 多瑙沃特 － 奥格斯堡 － 慕尼黑东 － 罗森海姆 － 弗赖拉辛 － 贝希特斯加登                                           | 国王湖号： 汉堡-阿尔托纳 － 汉堡 － 吕讷堡 － 汉诺威 － 哥廷根 － 卡塞尔-威廉丘 － 富尔达 － 维尔茨堡 － 多瑙沃特 － 奥格斯堡 － 慕尼黑东 － 罗森海姆 － 弗赖拉辛 － 贝希特斯加登                                           | 一对班次  |
| EC 32    | 韦尔特湖号： （明斯特 －） 多特蒙德 － 埃森 － 杜伊斯堡 － 杜塞尔多夫 － 科隆 － 波恩 － 科布伦茨 － 美因茨 － 曼海姆 － 斯图加特 － 乌尔姆 － 奥格斯堡 － 慕尼黑 － 慕尼黑东 － 罗森海姆 － 萨尔茨堡 － 菲拉赫 － 克拉根福 | 韦尔特湖号： （明斯特 －） 多特蒙德 － 埃森 － 杜伊斯堡 － 杜塞尔多夫 － 科隆 － 波恩 － 科布伦茨 － 美因茨 － 曼海姆 － 斯图加特 － 乌尔姆 － 奥格斯堡 － 慕尼黑 － 慕尼黑东 － 罗森海姆 － 萨尔茨堡 － 菲拉赫 － 克拉根福 | 一对班次  |
| IC 60    | 卡尔斯鲁厄 － 布鲁赫萨尔 － 斯图加特 － 乌尔姆 － 奥格斯堡 － 慕尼黑 － 慕尼黑东 － 罗森海姆 － 弗赖拉辛 － 萨尔茨堡 | 卡尔斯鲁厄 － 布鲁赫萨尔 － 斯图加特 － 乌尔姆 － 奥格斯堡 － 慕尼黑 － 慕尼黑东 － 罗森海姆 － 弗赖拉辛 － 萨尔茨堡 | 个别班次  |
| RJ/EC 62 | 法兰克福 － 达姆施塔特 － 海德堡 － | 斯图加特 － 乌尔姆 － 奥格斯堡 － 慕尼黑 － 慕尼黑东 － 罗森海姆 － 萨尔茨堡 － 克拉根福 / 格拉茨 | 两小时1班 |
| RJ/EC 62 | 萨尔布吕肯 － 凯泽斯劳滕 － 曼海姆 － | 斯图加特 － 乌尔姆 － 奥格斯堡 － 慕尼黑 － 慕尼黑东 － 罗森海姆 － 萨尔茨堡 － 克拉根福 / 格拉茨 | 两小时1班 |
| EC 89    | 慕尼黑 － 慕尼黑东 － 罗森海姆 － 库夫施泰因 － 沃格尔 － 延巴赫 － 因斯布鲁克 － 布伦内罗 － 福尔泰扎 － 波尔查诺 － 特伦托 － 维罗纳 － 博洛尼亚                                                                          | 慕尼黑 － 慕尼黑东 － 罗森海姆 － 库夫施泰因 － 沃格尔 － 延巴赫 － 因斯布鲁克 － 布伦内罗 － 福尔泰扎 － 波尔查诺 － 特伦托 － 维罗纳 － 博洛尼亚                                                                          | 两小时1班 |

### 区域运输
巴伐利亚东南铁路（SOB）在慕尼黑－米尔多夫铁路上开行有每小时1班的区域列车（RB），部分班次会经由米尔多夫通往因河畔辛巴赫和布格豪森。在高峰时段，慕尼黑东站与米尔多夫间还开行有半小时1班的加密班次。此外，每天还有四对区域快车（RE）在慕尼黑总站至米尔多夫间运行，它们的经停站较少，其中两对直通辛巴赫。在高峰时段，SOB还开行有四对从慕尼黑东站经由埃伯斯贝格至因河畔瓦瑟堡的区域列车。
自2013年12月5日起，巴伐利亚高地铁路（BOB）也有列车在慕尼黑东站停靠，它们是以“梅里迪安”（M）的品牌在慕尼黑－罗森海姆铁路运行。这些列车以每小时1班的频率从慕尼黑开往萨尔茨堡和库夫施泰因。其中萨尔茨堡班在慕尼黑东站至罗森海姆区间不设经停，而库夫施泰因班则在沿途的所有车站停靠。在高峰时段，于慕尼黑至库夫施泰因以及慕尼黑至特劳恩施泰因间加开的班次甚至能将密度压缩至半小时1班。
| 类别 | 经由                                                                   | 发车频率  |
| ---- | ---------------------------------------------------------------------- | --------- |
| RE   | 慕尼黑 － 慕尼黑东 － 米尔多夫 （－ 辛巴赫 / 布格豪森）                | 个别班次  |
| RB   | 慕尼黑 － 慕尼黑东 － 米尔多夫 （－ 布格豪森）                         | 每小时1班 |
| RB   | （慕尼黑 －） 慕尼黑东 （－ 格拉芬） － 埃伯斯贝格 － 瓦瑟堡           | 四对班次  |
| M    | 慕尼黑 － 慕尼黑东 － 罗森海姆 － 特劳恩施泰因 － 弗赖拉辛 － 萨尔茨堡 | 每小时1班 |
| M    | 慕尼黑 － 慕尼黑东 － 罗森海姆 － 特劳恩施泰因                         | 四对班次  |
| M    | 慕尼黑 － 慕尼黑东 － 格拉芬 － 罗森海姆 － 库夫施泰因                 | 每小时1班 |

### 快铁运输

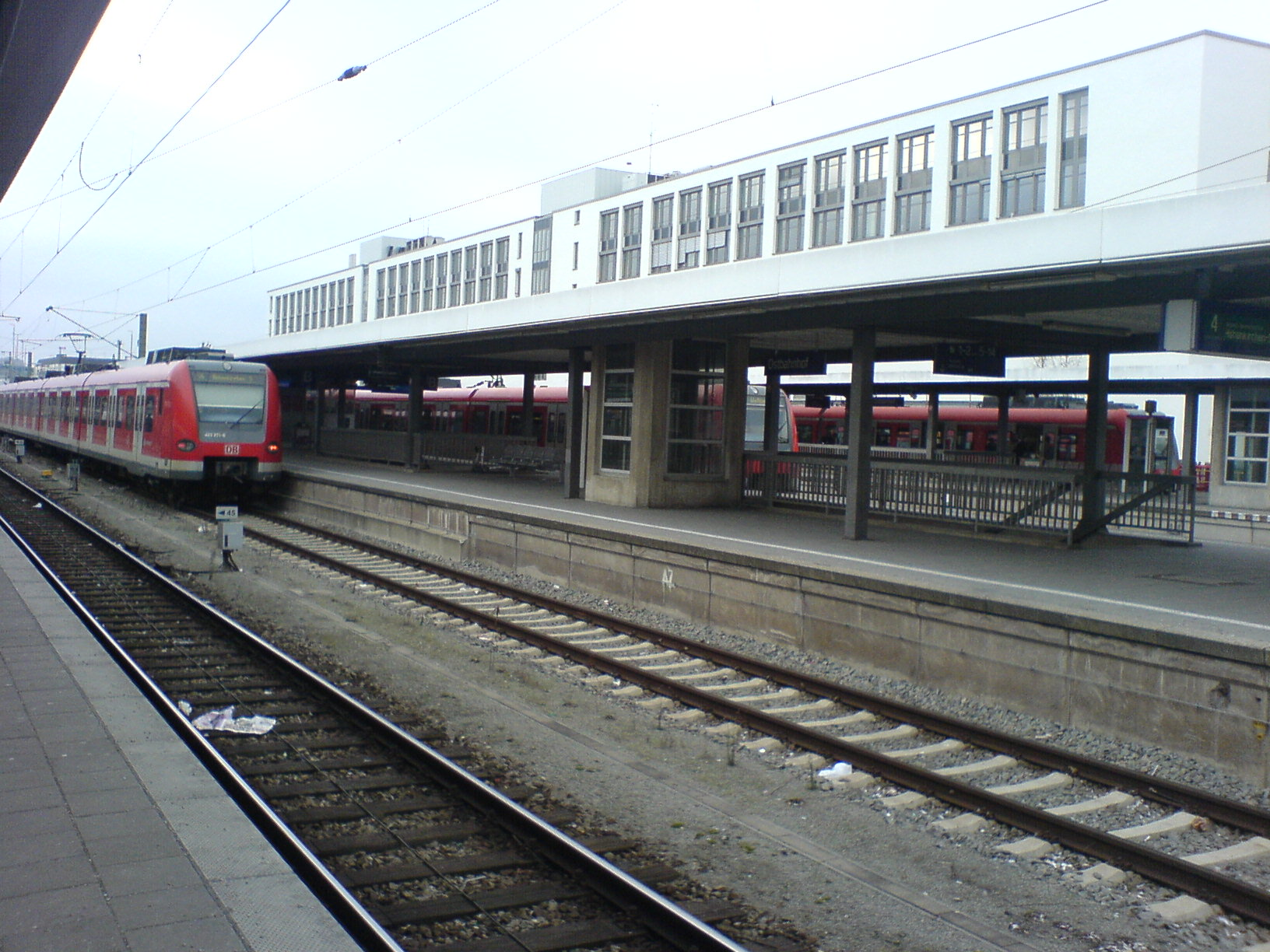
东站快铁月台

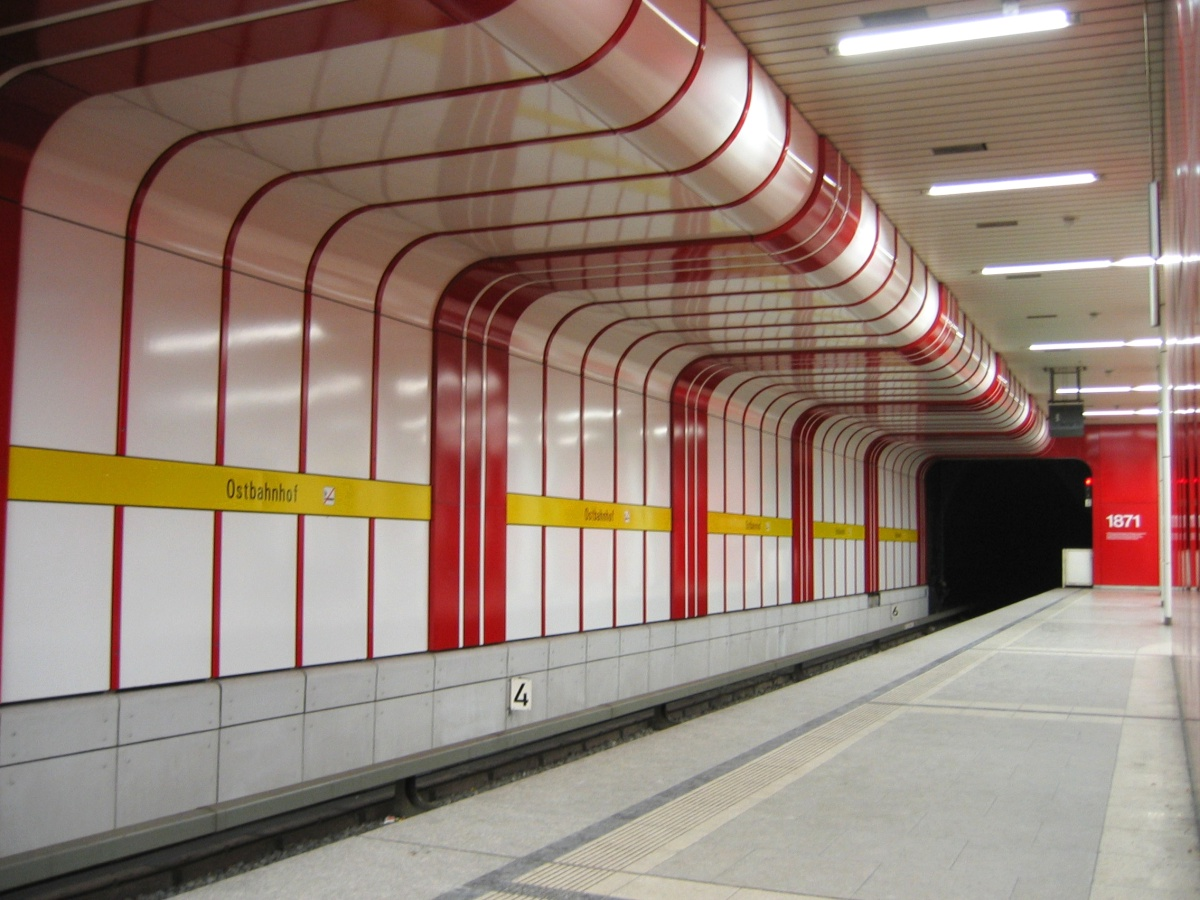
东站地铁站

作为主线隧道的终点，慕尼黑快铁除S20线外的所有路线都会在火车东站停靠。
火车东站快铁站是作为慕尼黑快铁“10分钟间隔项目”的一部分而经过重新设计，可实现无交叉点的搭乘体验。1至3道供入城方向、4至5道供出城方向的列车使用。3道和4道仅可用于S3和S7线，它们需要在此换向（这两条路线从此处会一直靠左道行驶至吉兴；只在那里有足够的空间用于立体交叉道，这是慕尼黑东－戴森霍芬铁路进行复线改造时所要求的）。5道用于S2、S4、S6和S8线向东继续行驶。S1线在4道终到，并在2道始发。同时，1道和2道还服务于从东部抵达并继续驶向内城的的S2、S4、S6和S8线。
| 路线 | 经由 | 频率   |
| ---- | --- | ------ |
| S1   | 弗赖辛 － 普灵 / 慕尼黑机场 － 机场访客公园 － 诺伊法恩 － 埃兴 － 洛霍夫 － 下施莱斯海姆 － 上施莱斯海姆 － 费德莫兴 － 法萨讷里 － 莫萨赫 － 莱姆 － 鹿园 － 唐纳斯贝格桥 － 哈克桥 － 火车总站 － 卡尔广场（斯塔修斯） － 玛利亚广场 － 伊萨尔门 － 罗森海姆广场 － 火车东站 | 20分钟 |
| S2   | 彼得斯豪森 － 菲尔基兴-艾斯特霍芬 － 勒尔莫斯 － 赫伯茨豪森 － 达豪 / 阿尔托明斯特 － 小贝格霍芬 － 埃尔德韦格 － 阿恩巴赫 － 马克特因德斯多夫 － 下罗特 － 施瓦布豪森 － 巴赫尔恩 － 达豪城 － 达豪 － 卡尔斯费尔德 － 阿拉赫 － 下门青 － 上门青 － 莱姆 － 鹿园 － 唐纳斯贝格桥 － 哈克桥 － 火车总站 － 卡尔广场（斯塔修斯） － 玛利亚广场 － 伊萨尔门 － 罗森海姆广场 － 火车东站 － 洛伊希滕贝格环路 － 莱姆畔山 － 里姆 － 费尔德基兴 － 海姆斯特滕 － 格鲁布 － 波英 － 马克特施瓦本 － 奥滕霍芬 － 圣柯洛曼 － 奥夫豪森 － 旧埃尔丁 － 埃尔丁 | 20分钟 |
| S3   | 马门多夫 － 马尔兴 － 迈萨赫 － 格恩林登 － 艾斯汀 － 奥尔兴 － 格勒本采尔 － 洛赫豪森 － 朗维德 － 帕兴 － 莱姆 － 鹿园 － 唐纳斯贝格桥 － 哈克桥 － 火车总站 － 卡尔广场（斯塔修斯） － 玛利亚广场 － 伊萨尔门 － 罗森海姆广场 － 火车东站 － 圣马丁街 － 吉兴 － 雉鸡园 － 雉鸡公园 － 下哈兴 － 陶夫基兴 － 富尔特 － 代森霍芬 － 绍尔拉赫 － 奥特尔芬 － 霍尔茨基兴 | 20分钟 |
| S4   | 格尔滕多夫 － 蒂肯费尔德 － 格拉夫拉特 － 申盖辛格 － 布赫瑙 － 菲尔斯滕费尔德布鲁克 － 艾谢瑙 － 普赫海姆 － 奥宾 － 莱恩费尔斯街 － 帕兴 － 莱姆 － 鹿园 － 唐纳斯贝格桥 － 哈克桥 － 火车总站 － 卡尔广场（斯塔修斯） － 玛利亚广场 － 伊萨尔门 － 罗森海姆广场 － 火车东站 － 洛伊希滕贝格环路 － 莱姆畔山 － 特鲁德灵 － 格龙斯多夫 － 哈尔 － 法特施特滕 － 巴尔德哈姆 － 措尔讷丁 － 埃格尔哈廷 － 基希塞翁 － 格拉芬 － 格拉芬城 － 埃伯斯贝格                                                                                                 | 20分钟 |
| S6   | 图青 － 费尔达芬 － 波森霍芬 － 施塔恩贝格 － 施塔恩贝格北 － 高廷 － 斯托克多夫 － 普拉内格 － 格雷费尔芬 － 洛赫哈姆 － 西十字 － 帕兴 － 莱姆 － 鹿园 － 唐纳斯贝格桥 － 哈克桥 － 火车总站 － 卡尔广场（斯塔修斯） － 玛利亚广场 － 伊萨尔门 － 罗森海姆广场 － 火车东站 － 洛伊希滕贝格环路 － 莱姆畔山 － 特鲁德灵 － 格龙斯多夫 － 哈尔 － 法特施特滕 － 巴尔德哈姆 － 措尔讷丁 － 埃格尔哈廷 － 基希塞翁 － 格拉芬 － 格拉芬城 － 埃伯斯贝格                                                                                                   | 20分钟 |
| S7   | 沃尔夫拉茨豪森 － 伊京 － 埃本豪森-薛夫特拉恩 － 高薛夫特拉恩 － 拜尔布伦 － 布亨海因 － 赫里格斯克罗伊特 － 普拉赫 － 大黑塞洛赫伊萨尔河谷 － 索恩 － 西门子工厂 － 中森德灵 － 哈拉斯 － 海梅兰广场 － 唐纳斯贝格桥 － 哈克桥 － 火车总站 － 卡尔广场（斯塔修斯） － 玛利亚广场 － 伊萨尔门 － 罗森海姆广场 － 火车东站 － 圣马丁街 － 吉兴 － 佩拉赫 － 新佩拉赫南 － 新比贝格 － 奥托布伦 － 霍恩布伦 － 韦希特霍夫 － 赫恩基兴-锡格茨布伦 － 迪恩哈尔 － 艾因格 － 派斯 － 大助村 － 十字街                                                       | 20分钟 |
| S8   | 黑尔兴 － 塞费尔德-黑兴多夫 － 施泰因巴赫 － 韦斯灵 － 新吉尔兴 － 吉尔兴-阿格尔斯里德 － 盖森布伦 － 盖默灵-下普法芬霍芬 － 哈特豪斯 － 弗赖哈姆 － 新奥宾 － 西十字 － 帕兴 － 莱姆 － 鹿园 － 唐纳斯贝格桥 － 哈克桥 － 火车总站 － 卡尔广场（斯塔修斯） － 玛利亚广场 － 伊萨尔门 － 罗森海姆广场 － 火车东站 － 洛伊希滕贝格环路 － 达格尔芬 － 英戈沙金 － 约翰内斯基兴 － 下弗灵 － 伊斯马宁 － 哈尔贝格莫斯 － 机场访客公园 － 慕尼黑机场 | 20分钟 |

### 地铁、巴士及电车

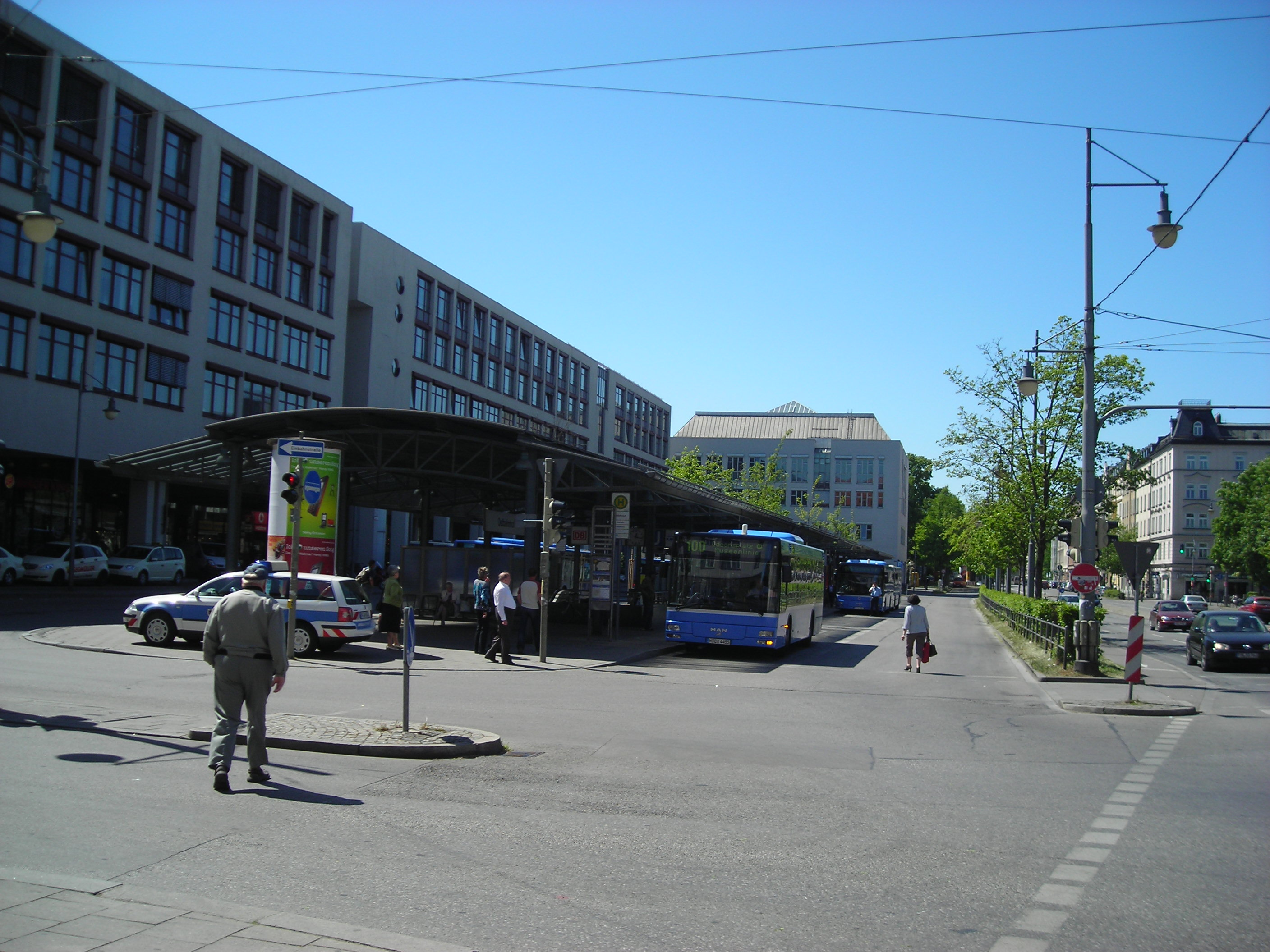
东站巴士站

1988年，火车东站地铁站在德铁站房西北侧的奥尔良广场下开幕。它位于从内城向新佩拉赫延伸的地铁U5线上。与此同时，整个奥尔良广场和站前广场都得到了重新设计。此外还建造了一个新的巴士车站、安装了喷泉，并拆除了旧的有轨电车转向设施。如今，地铁U5线，电车21号线，市内巴士54、55、62、100、145、148、155和X30线以及区域巴士213线都在此停靠。而巴士190及191线的起讫站则设于车站背面的“火车东站/和平街站”。
| 路线       | 经由 |
| ---------- | --- |
| U5         | 莱姆广场 － 弗里登海姆街 － 韦斯滕德街 － 海梅兰广场 － 施万塔勒高地 － 特蕾西娅草坪 － 火车总站 － 卡尔广场（斯塔修斯） － 音乐厅广场 － 莱赫尔 － 马克斯·韦伯广场 － 火车东站 － 因斯布鲁克环路 － 米夏埃利游泳馆 － 奎德街 － 新佩拉赫中心 － 特蕾泽·吉泽大道 － 新佩拉赫南站 |
| 慕尼黑電車 | 西部陵园 － 莱昂罗德广场 － 斯蒂格迈尔广场 － 火车总站北 － 卡尔广场（斯塔修斯）北 － 戴蒂尼街 － 马克西米利安纪念碑 － 马克西米利安纪念馆 － 马克斯·韦伯广场 － 火车东站 － 克莱勒街 － 圣维特街街                                                                              |

随着城市快铁于1972年开通，火车东站便成为了快铁与电车14号线（来自东部莱姆畔山）、24号线（来自东南新佩拉赫及拉默斯多夫）和21号线（从火车东站始发至内城）的换乘枢纽。1980年则开通了从内城经吉兴至新佩拉赫的地铁线（原称U8线）。因此，24号线被迫撤销，从火车东站至新佩拉赫的直通路线也不复存在——直至1988年U5的延长线开通。同样在1980年，电车14号线取代21号线延长至内城，从而致使原本服务于火车东站的三条电车线减少为一条。14号线于1984年被19号线取代，后者一直开办至2018年5月7日。自2018年10月以来，则有21号线一直开行，与其经由相同的N19号线还会在深宵继续运行。转向设施自1980年起便已不再需要，后于地铁开挖的过程中被拆除。